# Харабыл
Харабы́л — река в Якутии, левый приток Анабара.
Длина реки составляет 139 км, водосборная площадь — 3180 км². Высота истока около 100 м, устья — 0,5 м на уровнем моря. Ширина русла — 40 м в верхнем, 50 м в среднем, 125 м в нижнем течении. Максимальная глубина — 1,1 м (в среднем течении).